# Kiloton
Kiloton har flere betydninger: 

## Kiloton= 1.000 ton
Kiloton= 1.000 ton

## Sprængkraft
Et kiloton betyder sprængkraft svarende til 1000 tons trotyl. Enheden bruges oftest til at beskrive sprængkraften i atomvåben, da konventionelle sprængladninger sjældent er så store at de måles i kiloton.
Som mål for sprængkraft bruger man den mængde energi der udløses når en sprængladning eksploderer. Derfor kan et kiloton også skrives som 4,184×1012 J.
De to bomber, Little Boy og Fat Man, der kastedes over Hiroshima og Nagasaki under 2. verdenskrig var på henholdsvis ca. 15 og ca. 21 kilotons. Den sandsynligvis største menneskeskabte eksplosion var en sovjetisk prøvesprængning af en brintbombe med en sprængkraft op ca. 50 megaton, svarende til 50.000 kilotons eller 50.000.000 tons trotyl.